# Вентиляционная шахта

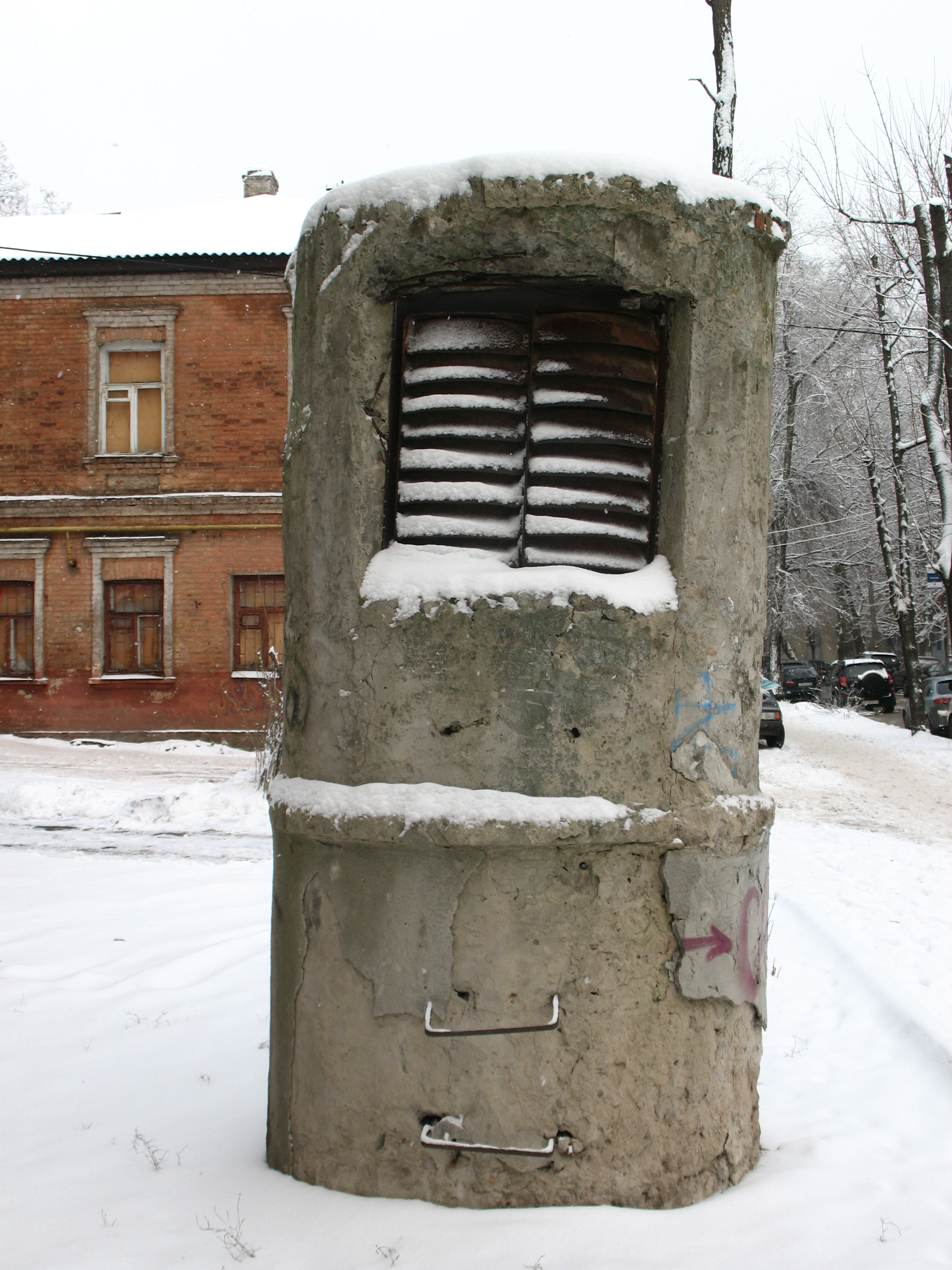
Приточная ВШ в Харькове. 1930

Вентиляцио́нная ша́хта (сокр. ВШ или вентшахта) — техническое сооружение, предназначенное для обеспечения эффективного воздухообмена между помещением и атмосферой.
Вентиляционные шахты обычно имеют вид:
- Ствола — имеющего вертикальное расположение, и проходящего насквозь через все здание или другое помещение (как для лифта).
- Воздушного рукава — специального воздуховода, обеспечивающего вентиляцию, как в угледобывающих шахтах.